# آریستیدس روهاس
آریستیدس روهاس (انگلیسی: Arístides Rojas؛ زادهٔ ۱۲ اوت ۱۹۶۸) یک بازیکن فوتبال اهل پاراگوئه است.
وی همچنین در تیم ملی فوتبال پاراگوئه بازی کرده‌است.